# 桜庭亮平
桜庭 亮平（さくらば りょうへい、1959年10月31日 - ）は、元ニッポン放送、フジテレビのアナウンサー。

## 来歴
秋田県出身。秋田県立大館鳳鳴高等学校、日本大学藝術学部放送学科卒業後、1983年4月ニッポン放送入社。
2001年5月から産経新聞のグループ企業である夕刊フジの編集部に、記者として2002年2月まで出向。同月、ニッポン放送に復帰後は『桜庭亮平 朝刊フジ』を任されていたが、2004年8月に体調不良で降板。2006年4月、同社再編に伴いフジテレビ編成制作局アナウンス室に転籍。その後2017年10月30日付でフジテレビを退職した。

## エピソード
- ニッポン放送時代には、数々のタレントの番組にアシスタントとして出演。山田邦子とは長年にわたり数多くの番組で共演。加藤茶との共演は、『加トちゃんのラジオでチャッ!チャッ!チャッ!』以来、フジテレビ転籍後の番組出演契約終了まで続いた。和田アキ子とは8年間、『ゴッドアフタヌーン アッコのいいかげんに1000回』でコンビを組んだ。
- 1993年4月から1998年3月まで、土曜日は『アッコのいいかげんに1000回』と『山田邦子 涙の電話リクエスト』と、ワイド番組のアシスタントを2本も掛け持ちで担当していた。（さらに、1996年10月以降は平日に『加トちゃんのラジオでチャッ!チャッ!チャッ!』も担当していた。）
- フジテレビ・アナウンサープロフィールページ内の「VOICE SAMPLE」にてニッポン放送入社以来、体重が20kgほど増えていることを明らかにした。

## 過去の出演番組

### ニッポン放送時代
- 嘉門ザ・ナイト・大江戸アドヴェンチャー[1]
- 目覚ましかぼちゃモーニング
- ゴッドアフタヌーン アッコのいいかげんに1000回（1993年4月3日 - 2001年3月、アシスタント）※前任の田中義剛に代わって登板。夕刊フジ編集部へ出向のため降板。後任は垣花正アナ。
- 山田邦子涙の電話リクエスト→邦ちゃんサクちゃんのワンダフルりくえすと ヤマダ・マイ・ハウス
- 加トちゃんのラジオでチャッ!チャッ!チャッ!→加トちゃんの黄金伝説'98→加トちゃんのスーパー黄金伝説
- ニュースワイド 欽ちゃんのもっぱらの評判（1997年10月 - 1998年4月）
- 桜庭亮平 朝刊フジ（2002年3月25日 - 2004年8月）※体調不良のため降板。後任は塚越孝アナウンサー、『塚越孝 朝刊フジ』に改題
- デジタル・チャリティー・ミュージックソン（2004年12月・2005年12月）
- サタデーソングコレクション（2004年10月 - 2005年3月）
- ハローリビング
- ブロードバンド!ニッポン（2005年10月 - 2006年9月、月曜日）
- ナイタースペシャル 桜庭亮平の歌謡大全集 ※野球中継中止時の雨傘番組
- 加トちゃんのスーパー黄金伝説（フジ移籍後は2006年4月 - 9月）※1998年10月スタート、基本的にナイターオフ期のみ放送
- メダマ!?ラジオ金曜日（2007年12月、フジ移籍後のゲスト出演）

### フジテレビ移籍後
- ひるこた!〜昼もこたえてちょーだい!〜（2006年10月〜2007年3月、ナレーション）
- わかってちょーだい!（2007年4月〜2007年9月）
- アナ☆ログ（不定期出演）
- FNNスーパーニュースWEEKEND（2008年4月〜9月、土曜日担当ナレーター）
- BSフジNEWS（2008年3月までは水曜担当→2008年4月〜9月、土曜担当）
- 知りたがり!（出演時期不明）
- アゲるテレビ（2013年4月5日 - 9月、「ゴゴ調」金曜日担当）
- アイドリング!!! 地上波版（2013年4月 - 2015年11月、ナレーション）
- BSフジNEWS（2011年4月 - 、土曜夜担当）※2008年9月まで同じ時間帯を担当していた。
- 新報道2001
- 情報プレゼンター とくダネ!（2008年 - 、ナレーション）
- いいものプレミアム（2009年 - 、ナレーション）
- FNNレインボー発
- FNN NEWS Pick Up

## CD
いずれもインディーズ
- 涙の贈り物（山田邦子とのユニットKUNY AND RYO名義）
- パパと踊ろうよ（1999年）